# Фогелсанг-Варсин
Фогелсанг-Варсин (њем. Vogelsang-Warsin) општина је у њемачкој савезној држави Мекленбург-Западна Померанија. Једно је од 54 општинска средишта округа Икер-Рандов. Према процјени из 2010. у општини је живјело 385 становника. Посједује регионалну шифру (AGS) 13062061.

## Географски и демографски подаци
Фогелсанг-Варсин се налази у савезној држави Мекленбург-Западна Померанија у округу Икер-Рандов. Општина се налази на надморској висини од 5 метара. Површина општине износи 63,2 km². У самом мјесту је, према процјени из 2010. године, живјело 385 становника. Просјечна густина становништва износи 6 становника/km².